# Петер Роговскі
Петер Роговскі (нім. Peter Rogowsky; 10 червня 1919, Берлін — 18 березня 1945, Атлантичний океан) — німецький офіцер-підводник, оберлейтенант-цур-зее крігсмаріне.

## Біографія
1 жовтня 1938 року вступив на флот. В лютому-жовтні 1941 року пройшов курс підводника. З 6 листопада 1941 року — додатковий вахтовий офіцер на підводному човні U-595. З квітня 1942 року — ад'ютант в 4-й флотилії. В липні-вересні 1942 року — 2-й вахтовий офіцер на U-185. З 5 листопада 1942 року — вахтовий офіцер на UF-2, з березня 1943 року — на U-552. В червні-вересні 1944 року пройшов підготовку в 3-й навчальній дивізії підводних човнів, а також в 23-й і 27-й флотиліях, у вересні-грудні — командирську практику на U-866. З грудня 1944 року — командир U-866. 6 лютого 1945 року вийшов у свій перший і останній похід. 18 березня 1945 року U-866 був потоплений поблизу канадського Галіфакса глибинними бомбами та «Хеджхогами» американських ескортних міноносців «Лове», «Менгес», «Мослі» і «Прайд». Всі 55 членів екіпажу загинули.

## Звання
- Кандидат в офіцери (1 жовтня 1938)
- Морський кадет (1 липня 1939)
- Фенріх-цур-зее (1 грудня 1939)
- Оберфенріх-цур-зее (1 серпня 1940)
- Лейтенант-цур-зее (1 квітня 1941)
- Оберлейтенант-цур-зее (1 червня 1943)